# Bandera de Motrico-Yurrita Group
La Bandera de Motrico-Yurrita Group (Mutrikuko Yurrita group bandera en euskera) es una competición anual de remo, concretamente de traineras, que se celebra en Motrico (Guipúzcoa) desde el año 1993, organizada por el Club de Remo Motrico y patrocinada por Yurrita Group, empresa dedicada a la conserva de pescado.

## Historia
Las regatas se disputan en aguas de Motrico desde la temporada 2017 y forma parte del calendario de la Liga ARC en la que boga la trainera de Motrico, organizadora de la prueba, ya que dicha competición exige a los clubes que participan en ella la organización de al menos una regata.
Las boyas de salida y meta se sitúan frente al puerto Deportivo de Motrico, con las tres calles dispuestas en dirección este, pasando entre el dique exterior de abrigo del puerto, en el que se ubica la central undimotriz de Motrico, y Punta Alkolea hasta la Punta Arrilabango frente a la que se colocan las balizas exteriores; bogando cuatro largos y tres ciabogas con un recorrido de 3 millas náuticas que equivalen a 5556 metros.

## Historial
| Edición | Año  | Ganador     | Segundo      | Tercero         |
| ------- | ---- | ----------- | ------------ | --------------- |
| I       | 2017 | Lapurdi     | Hibaika      | San Juan B      |
| II      | 2018 | Camargo     | Orio B       | Santoña         |
| III     | 2019 | Orio B      | Castro       | Bermeo B        |
| IV      | 2020 | Castro      | Lapurdi      | Fuenterrabía B  |
| V       | 2021 | Portugalete | Busturialdea | Deusto Bilbao B |
| VI      | 2022 | Lapurdi     | Astillero    | Donostiarra B   |
| VII     | 2023 | Orio B      | Portugalete  | Donostiarra B   |

## Palmarés
| Victorias | Club        | Años       |
| --------- | ----------- | ---------- |
| 2         | Lapurdi     | 2017, 2022 |
| 2         | Orio B      | 2019, 2023 |
| 1         | Camargo     | 2018       |
| 1         | Castro      | 2020       |
| 1         | Portugalete | 2021       |